# 経営情報システム
経営情報システム（けいえいじょうほうシステム、MIS; Management Information Systems）とは、組織内で使われるコンピュータベースの情報システムのこと。
情報システムはデータや情報を集め、操作し、普及させるコンポーネントから成る。それにはハードウェア、ソフトウェア、人々および電話やデータ自身からなるコミュニケーションシステムが含まれる。活動としてはデータの入力、データを情報化する処理、データおよび情報のストレージ、および、管理レポートなどの出力の生成などからなる。
1960年代から1970年代にかけて、従来の経験に頼っていた経営をコンピュータ利用によって効率化することを目的としていた。後年、MISから派生して意思決定支援システムや戦略情報システムが出てきた。

## 目的
1. マネジメントに必要な情報を提供すること
2. 即座に情報提供をすること